# Liste der Bodendenkmale in Mittweida
In der Liste der Bodendenkmale in Mittweida sind die Bodendenkmale der Stadt Mittweida und ihrer Ortsteile nach dem Stand der Auflistung von Volkmar Geupel aus dem Jahr 1983 aufgelistet. Eventuelle Änderungen und Ergänzungen, insbesondere aus der Zeit nach der Wende, sind nicht berücksichtigt, da für Sachsen aktuell keine neueren allgemein zugänglichen Bodendenkmallisten vorliegen. Die Baudenkmale sind in der Liste der Kulturdenkmale in Mittweida aufgeführt.
| Denkmal-ID | Fundart            | Ortsteil  | Bezeichnung                               | Zeitstellung    | Lage                                                                                           | Bemerkungen | Bild |
| ---------- | ------------------ | --------- | ----------------------------------------- | --------------- | ---------------------------------------------------------------------------------------------- | --- | ---- |
| ?          | besonderer Stein   | Lauenhain | Steinkreuz                                | Spätmittelalter | südlich des Orts an der Straße nach Mittweida, 250 m vor der Flurgrenze                        | Schwerteinzeichnung, Schutz seit 23. September 1963 |      |
| ?          | Befestigung > Burg | Ringethal | Wehranlage „Raubschloss“                  | Mittelalter     | westlich des Orts auf einem Bergsporn in einer Schleife der Zschopau                           | Höhenburg in Spornlage, unregelmäßige Anlage, durch künstliche Ruine überbaut, Graben mit Außenwall im Westen, Norden und Osten, davor im Norden und Osten weiterer Graben und im Norden weiterer Außenwall, Schutz seit 15. Juni 1962 |      |
| ?          | Befestigung > Burg | Ringethal | Wasserburg „Inselteich“, „Schneckenteich“ | Mittelalter     | westlich im Ort, direkt westlich des Guts                                                      | Niederungsburg in einem Teich, rechteckige Anlage mit abgerundeten Ecken, Steinummauerung im Nordosten, Schutz seit 15. Juli 1970 |      |
| ?          | Befestigung > Burg | Ringethal | Wehranlage „Einsiedelei“                  | Mittelalter     | südwestlich des Orts auf einem Bergsporn in einer Schleife der Zschopau                        | Höhenburg in Spornlage, ovale Anlage mit Abschnittsgraben im Nordwesten, davor ovales Plateau mit weiterem Abschnittsgraben, Schutz seit 15. Juni 1962                                                                                 |      |
| ?          | besonderer Stein   | Ringethal | Steinkreuz „Sühnekreuz“                   | Spätmittelalter | im Ort, in der Gartenmauer des Gemeindeamts                                                    | Reste einer Schwerteinzeichnung, Schutz seit 23. September 1963 |      |
| ?          | besonderer Stein   | Ringethal | Steinkreuz „Sühnekreuz“                   | Spätmittelalter | im Ort, nordnordwestlich der Kirche neben Wartehäuschen                                        | senkrechte Linie an Schaft eingezeichnet, Schutz seit 23. September 1963 |      |
| ?          | besonderer Stein   | Ringethal | Steinkreuz „Sühnekreuz“                   | Spätmittelalter | nördlich im Ort, nordnordwestlich der Kirche, zwischen der Straße nach Falkenhain und dem Bach | Beil oder Axt eingezeichnet, Schutz seit 23. September 1963 |      |